# Acacia chartacea
Acacia chartacea är en ärtväxtart som beskrevs av Bruce R. Maslin. Acacia chartacea ingår i släktet akacior, och familjen ärtväxter. Inga underarter finns listade i Catalogue of Life.